# Front révolutionnaire afghan
Pour les articles homonymes, voir FRA.
Le Front révolutionnaire afghan (FRA) est le nom qui a été utilisé pour revendiquer – dans une lettre envoyée à l'Agence France-Presse – le dépôt de « plusieurs bombes » dans le magasin Printemps Haussmann à Paris le 16 décembre 2008. La police a retrouvé cinq bâtons de dynamite dans les toilettes hommes du bâtiment. Aucun n'était muni d'un détonateur.
Dans sa lettre, le FRA menace de perpétrer sans avertissement des attentats en France courant février 2009 si le pays ne retire pas ses troupes en Afghanistan, et précise : « Je vous assure que ce n’est pas un canular. » Les enquêteurs sont cependant dubitatifs sur l'existence de ce groupe tout comme le gouvernement qui parle plutôt d'un « acte d'intimidation ». L'enquête s'est ensuite orientée sur la piste de l'extrême droite.